# Gincla
Gincla – miejscowość i gmina we Francji, w regionie Oksytania, w departamencie Aude.
Według danych na rok 1990 gminę zamieszkiwało 49 osób, a gęstość zaludnienia wynosiła 6 osób/km² (wśród 1545 gmin Langwedocji-Roussillon Gincla plasuje się na 851. miejscu pod względem liczby ludności, natomiast pod względem powierzchni na miejscu 847.).